# Pleotomus pallens
Pleotomus pallens är en skalbaggsart som beskrevs av Leconte 1866. Pleotomus pallens ingår i släktet Pleotomus och familjen lysmaskar. Inga underarter finns listade i Catalogue of Life.